# Teste de dureza Janka
O teste de dureza Janka é um método para determinação e classificação da dureza da madeira. Foi desenvolvido pelo pesquisador em madeiras austríaco Gabriel Janka (1864 - 1932), que dedicou-se ao problema da elasticidade e resistência de madeiras de diversas regiões da Áustria. O método desenvolvido por ele foi uma modificação do teste de dureza Brinell, no qual é medida a profundidade da penetração de esferas de aço sob determinada pressão em um material a ter testado.
| Holzart                     | Nome latino                 | Dureza em Janka | Dureza em Newton |
| --------------------------- | --------------------------- | --------------- | ---------------- |
| Guaiacum                    | Guajak sp.                  | 4500            | 20000            |
| Tabebuia                    | Tabebuia sp.                | 3684            | 16387            |
| Lapacho                     | Handroanthus sp.            | 3640            | 16192            |
| Ébano                       | Diospyros sp.               | 3220            | 14323            |
| Faserbambus                 | Bambus Strand sp.           | 3000            | 14002            |
| Hematoxylon campechianum    | Haematoxylum campechianum   | 2900            | 12900            |
| Eucalyptus resinifera       | Eucalyptus resinifera       | 2697            | 12000            |
| Hymenaea                    | Hymenaea sp.                | 2350            | 10453            |
| Prosopis                    | Prosopis sp.                | 2345            | 10431            |
| Cordia                      | Cordia sp.                  | 2200            | 9786             |
| Guibourtia                  | Guibourtia sp.              | 1980            | 8807             |
| Intsia                      | Intsia sp.                  | 1925            | 8563             |
| Eucalyptus marginata        | Eucalyptus marginata        | 1910            | 8496             |
| Nogueira-pecã               | Carya illinoinensis         | 1820            | 8096             |
| Afzelia                     | Afzelia sp.                 | 1810            | 8051             |
| Shorea                      | Shorea sp.                  | 1798            | 7998             |
| Palisander                  | Dalbergia sp.               | 1780            | 7918             |
| Robinia pseudoacacia        | Robinia pseudoacacia        | 1700            | 7512             |
| Wenge                       | Millettia laurentii         | 1630            | 7251             |
| Entandrophragma cylindricum | Entandrophragma cylindricum | 1510            | 6717             |
| Quercus palustris           | Quercus palustris           | 1510            | 6717             |
| Acer saccharum              | Acer saccharum              | 1450            | 6450             |
| Bambu                       | Bambuseae                   | 1380            | 6139             |
| Callitris                   | Callitris sp.               | 1375            | 6116             |
| Quercus alba                | Quercus alba                | 1360            | 6050             |
| Fraxinus americana          | Fraxinus americana          | 1320            | 5872             |
| Quercus rubra               | Quercus rubra               | 1290            | 5738             |
| Betula alleghaniensis       | Betula alleghaniensis       | 1260            | 5605             |
| Tectona grandis             | Tectona grandis             | 1155            | 5138             |
| Dalbergia retusa            | Dalbergia retusa            | 1136            | 5053             |
| Larix sibirica              | Larix sibirica              | 1100            | 4893             |
| Juglans nigra               | Juglans nigra               | 1010            | 4493             |
| Betula papyrifera           | Betula papyrifera           | 910             | 4048             |
| Cedrus                      | Cedrus sp.                  | 900             | 4003             |
| Platanus occidentalis       | Platanus occidentalis       | 840             | 3737             |
| Khaya                       | Khaya sp.                   | 830             | 3692             |
| Araucária                   | Araucaria angustifolia      | 780             | 3470             |
| Pinus radiata               | Pinus radiata               | 750 (625 - 792) | 3336             |
| Pinus taeda                 | Pinus taeda                 | 690             | 3069             |
| Pseudotsuga menziesii       | Pseudotsuga menziesii       | 660             | 2936             |
| Alnus rubra                 | Alnus rubra                 | 590             | 2624             |
| Castanea                    | Aesculus sp.                | 540             | 2402             |
| Picea mariana               | Picea mariana               | 520             | 2313             |
| Tsuga                       | Tsuga sp.                   | 500             | 2224             |
| Abies grandis               | Abies grandis               | 490             | 2180             |
| Sequoia sempervirens        | Sequoia sempervirens        | 480             | 2135             |
| Tilia                       | Tilia sp.                   | 410             | 1824             |
| Pinus strobus               | Pinus strobus               | 380             | 1690             |
| Ochroma                     | Ochroma pyramidale          | 100             | 445              |